# Jagdberg (hrad)
Jagdberg je hradní zřícenina u obce Schlins ve Vorarlbersku. Byl pravděpodobně postaven ve 12. století.

## Historie
Hrad sloužil jako základna hrabat z Montfort-Feldkirchu do konce 13. století. Roku 1397 připadl Habsburkům a 28. září 1405 byl během Appenzellské války pobořen. Od roku 1408 probíhala rekonstrukce – ale v letech 1440 a 1499 během válečných konfliktů objekt opakovaně vyhořel. Roku 1559 začala opětovná výstavba.
V letech 1911, 1938 až 1941 a znovu 1951 až 1953 proběhly rekonstrukční práce.
Vnitřní prostory se od roku 1941 používají k divadelním představením pod širým nebem.